# Simone Scuffet
Simone Scuffet (Údine, 31 de maio de 1996) é um futebolista italiano que atua como goleiro. Atualmente joga no Pisa.

## Carreira

### Udinese
Simone Scuffet começou a carreira no Udinese. Estreando com apenas 17 anos na Serie A italiana.

### Empréstimos
Para ganhar experiência, foi emprestado ao Kasımpaşa, da Turquia, e para Como e Spezia, da Itália.

### CFR Cluj
Após uma temporada no APOEL, Scuffet se transferiu ao CFR Cluj, da Romênia, em 17 de julho de 2022.